# Mohamed Abdallah
Mohamed Abdallah Ahmed, plus connu sous le nom de Mazda (arabe : محمد عبد الله مازدا) (né au Soudan) est un joueur de football international soudanais, devenu ensuite entraîneur.

## Biographie

### Carrière d'entraîneur
Il dirige les joueurs soudanais lors de la Coupe d'Afrique des nations 2008 organisée au Ghana, puis lors de la Coupe d'Afrique des nations 2012 qui se déroule au Gabon et en Guinée équatoriale.

## Palmarès
Al Merreikh
- Championnat du Soudan (2) :
  - Champion : 1999-00 et 2001.

- Coupe du Soudan (4) :
  - Vainqueur : 2001, 2005, 2006 et 2007.
  - Finaliste : 2004.

- Coupe de la CAF :
  - Finaliste : 2007.